# Sulmierzyce
Sulmierzyce (germană Sulmierschütz) este un oraș în Polonia.

## Personalități
- Sebastian Klonowic - poet